# Linxinella
Linxinella es un género de foraminífero bentónico de la Subfamilia Taiyuaninae, de la familia Schwagerinidae, de la superfamilia Fusulinoidea, del suborden Fusulinina y del orden Fusulinida. Su especie tipo es Linxinella minima. Su rango cronoestratigráfico abarcaba el Pérmico.

## Discusión
Clasificaciones más recientes incluyen Linxinella en la superfamilia Schwagerinoidea, y en la subclase Fusulinana de la clase Fusulinata.

## Clasificación
Linxinella incluye a las siguientes especies:
- Linxinella fangtagouensis †
- Linxinella longa †
- Linxinella minima †